# Ченстоховський повіт
Ченстоховський повіт (пол. powiat częstochowski) — один з 17 земських повітів Сілезького воєводства Польщі.
Утворений 1 січня 1999 року в результаті адміністративної реформи.

## Загальні дані
Повіт знаходиться у північно-східній частині воєводства.
Адміністративний центр — місто Ченстохова (не входить до складу повіту).
Станом на 1.01.2008 населення становить 133 823 осіб, площа 1522,05 км².

## Географія
Річки: Страдомка.

## Демографія
Демографічні дані повіту станом на 30.06.2006:
|       | Всього  | Всього | Жінки  | Жінки | Чоловіки | Чоловіки |
| ----- | ------- | ------ | ------ | ----- | -------- | -------- |
|       | осіб    | %      | осіб   | %     | осіб     | %        |
| Повіт | 133 533 | 100    | 68 123 | 51,0  | 65 430   | 49,0     |
| Міста | 16 166  | 100    | 8 493  | 52,5  | 7 673    | 47,5     |
| Села  | 117 387 | 100    | 59 630 | 50,8  | 57 757   | 49,2     |